# 完顏宗望
完顏宗望（1090年代—1127年），女真名斡魯補或斡離不，是金太祖第二子。

## 生平
宗望經常跟從金太祖征伐，常在左右，屢建殊功。後於金太宗時領導侵宋。宋人称之为「二太子」，是「四太子」兀术之前的金军化身。

### 攻遼
太祖天辅五年（1121年），太祖定燕京後，斡魯爲都統，宗望副之。1122年八月，率先锋军追击遼天祚帝至石辇驿（今山西大同西北），猝遇遼军2.5万余人，时金军至者仅千人，被遼军包围，挥军直冲遼帝，遼军遂溃。十二月，率7000先锋军攻遼南京，进抵居庸关（今北京昌平西北），遼兵不战而溃。1123年四月，率军追击遼天祚帝至於陰山、青塚（今呼和浩特南昭君墓）之間，當時遼帝正带兵萬人前往應州。決戰，大敗之，獲其子趙王耶律習泥烈及傳國璽。

### 第一次攻宋
太宗天會三年（1125年）八月，完顏宗望、完顏宗翰以張覺事变为由奏请攻宋。十月，东路完顏宗望率军自平州（今河北秦皇岛市卢龙县）攻燕山府（今北京西南）。十二月，于白河（北京密云县白河峡谷）和古北口（今北京密云县古北口镇）大败宋军，宋将郭药师降，宋燕山府防卫崩溃。不久破宋中山（今河北定州）派来援军三萬人，又破宋兵五千於真定府（今河北正定），克信德府（今河北邢台）。西路左副元帥完顏宗翰率军破代州（今山西代县），降中山（今河北定州），逼進太原（今在山西），但在太原受阻。天會四年（1126年）正月，东路完顏宗望军渡过黄河，攻下滑州（今河南滑县），攻打北宋首都汴京（今河南开封）。因汴京守禦使李綱抵抗得力而未能破城。二月，胁宋以康王趙構、太宰張邦昌為人質，割让太原、中山、河间（今属河北）三镇议和。退軍孟陽，破來襲姚平仲兵数萬，重新问罪要进攻汴京。宋钦宗大恐，遣使說：「初不知其事，且將加罪其人。」宗望停止进攻，改肅王趙樞為質，康王趙構得以回歸。宗望还师山西，擢升为右副元帅。

### 第二次攻宋
不久，金國以蕭仲恭使宋，耶律餘睹監軍。宋钦宗认為此二人都是原遼國贵族，可誘而用之，以蠟丸封了一封書信让蕭仲恭送耶律餘睹，使為內應。蕭仲恭忙跑回金國見完顏宗望，以蠟丸書信獻之。八月，宗望以此為由集合军队重新伐宋，从保州（今河北保定）出發，接连大敗宋軍於雄州（今河北保定雄县）、中山、廣信軍（今河北徐水遂城村）、井陘天威軍（今河北井陘縣）。又回師東邊，克真定府，自真定攻汴京。十一月，宗望到达黄河，降魏縣（今在河北）。金兵渡河，并攻下黄河两岸的臨河縣（今河南濬縣東北臨河村南）、大名縣（今在河北）、德清軍（今河南清豐）、開德府（今河南濮陽）、胙城（今河南新乡市延津县），到達汴京城下，和左副元帅完颜宗翰会師。閏十一月，因为郭京作祟，宗望與諸將破城，俘宋徽宗、钦宗二帝。

### 封号
天會五年（1127年）六月病逝。天會十三年，封魏王。皇統三年，進許國王，又徙封晉國王。天德二年，贈太師，加遼燕國王，配享太宗廟廷。正隆二年，例降封。大定三年，改封宋王，諡桓肅。

## 家庭

### 妻妾
- 辽蜀国公主耶律余里衍：據《金史》「宗望乃传檄夏国曰：“果欲附我，当如前谕，执送辽主。若犹疑贰，恐有后悔。”及辽秦王等以俘见太祖，太祖嘉宗望功，以辽蜀国公主余里衍赐之。」

### 子女

#### 子
完顏齊、完顏京、完顏文

#### 女
- 昭寧公主完顏什古，初封壽寧縣主，嫁将军瓦剌哈迷，寡居後被金廢帝完顏亮召入昭妃位。